# 草酸锔
草酸锔（化学式：Cm2(C2O4)3）是锔的草酸盐，有放射性。

## 化学性质
草酸锔受热可以分解，其十水合物在280℃失水，形成无水物。在300℃开始分解，放出一氧化碳，360℃时形成Cm2(CO3)3，并放出一氧化碳和二氧化碳。550℃时，形成氧化物并在空气中发生部分氧化反应，生成的氧化锔(III)中含有+4氧化态的锔。但有文献指出，草酸锔会因自身辐解而产生碳酸盐物种，这一分解作用在室温便可发生。并且草酸锔在500℃形成黑色的二氧化锔。

## 相关物质
锔后元素草酸盐仅已知草酸锫、草酸锎和草酸鑀，它们可由硝酸盐为原料制得，它们的热分解产物为An2O2CO3（An=Bk, Cf），其中草酸锫在295 °C进一步分解为二氧化锫，分解机理和草酸铈(III)相似。Es2(C2O4)3在1000 °C分解为Es2O3。